# Васильківська селищна рада
Василькі́вська се́лищна ра́да — орган місцевого самоврядування в Васильківському районі Дніпропетровської області. Адміністративний центр — селище Васильківка.

## Загальні відомості
- Населення ради: 14 038 осіб (станом на 2001 рік)

## Населені пункти
Селищній раді підпорядковані населені пункти:
- с-ще Васильківка
- с. Бондареве
- с. Вовчанське
- с. Зоря
- с. Іванівка
- с. Красне
- с. Манвелівка
- с. Петриківка
- с-ще Правда
- с. Улянівка

## Склад ради
Рада складається з 34 депутатів та голови.
- Голова ради: Павліченко Сергій Володимирович
- Секретар ради: Агаркова Тетяна Олексіївна

### Керівний склад попередніх скликань
| Прізвище, ім'я, по батькові     | Основні відомості                                                                      | Дата обрання | Дата звільнення |
| ------------------------------- | -------------------------------------------------------------------------------------- | ------------ | --------------- |
| Павліченко Сергій Володимирович | Селищний голова, 1962 року народження, освіта вища, член Соціалістичної партії України | 26.03.2006   | 31.10.2010      |
| Павліченко Сергій Володимирович | Селищний голова, 1962 року народження, освіта вища, член Партії регіонів               | 31.10.2010   |                 |

Примітка: таблиця складена за даними сайту Верховної Ради України

### Депутати
За результатами місцевих виборів 2010 року депутатами ради стали:

#### За суб'єктами висування
| Суб'єкт висування           | Кількість обраних депутатів | %    |
| --------------------------- | --------------------------- | ---- |
| Партія регіонів             | 29                          | 85,3 |
| Самовисування               | 2                           | 5,9  |
| Селянська партія України    | 2                           | 5,9  |
| Комуністична партія України | 1                           | 2,9  |

#### За округами
| № округу                    | Прізвище, ім'я, по батькові       | Дата визнання обраним | Освіта             | Партійна приналежність            | Відомості про обраного депутата                                                 |
| --------------------------- | --------------------------------- | --------------------- | ------------------ | --------------------------------- | ------------------------------------------------------------------------------- |
| Комуністична партія України |                                   |                       |                    |                                   |                                                                                 |
| 2                           | Тріль Юрій Іванович               | 04.11.2010            | середня            | член Комуністичної партії України | фермерське господарство «Час», виконроб                                         |
| Партія регіонів             |                                   |                       |                    |                                   |                                                                                 |
| 1                           | Ладига Микола Харитонович         | 04.11.2010            | середня спеціальна | член Партії регіонів              | пенсіонер                                                                       |
| 3                           | Лобчук Ірина Миколаївна           | 04.11.2010            | вища               | член Партії регіонів              | Васильківське управління праці, начальник загального відділу                    |
| 4                           | Костенко Наталя Олександрівна     | 04.11.2010            | середня            | член Партії регіонів              | перукарня «Троянда», перукар                                                    |
| 5                           | Паталаха Володимир Григорович     | 04.11.2010            | вища               | член Партії регіонів              | Васильківська ЦРЛ, лікар                                                        |
| 6                           | Найдьон Олена Миколаївна          | 04.11.2010            | вища               | член Партії регіонів              | управління пенсійного фонду України у Васильківському районі, начальник відділу |
| 7                           | Агаркова Тетяна Олексіївна        | 04.11.2010            | вища               | член Партії регіонів              | Васильківська селищна рада, секретар виконкому                                  |
| 8                           | Докучаєва Олена Миколаївна        | 04.11.2010            | середня спеціальна | член Партії регіонів              | пенсіонер                                                                       |
| 9                           | Варакута Віталій Миколайович      | 04.11.2010            | вища               | член Партії регіонів              | ДП «Васильківкатеплоенерго», директор                                           |
| 10                          | Горілик Віолета Федорівна         | 04.11.2010            | вища               | член Партії регіонів              | Васильківська райдержадміністрація, керівник апарату                            |
| 11                          | Серікова Світлана Костянтинівна   | 04.11.2010            | вища               | член Партії регіонів              | центр поштового зв'язку № 3, начальник                                          |
| 12                          | Голик Зінаїда Євгенівна           | 04.11.2010            | вища               | член Партії регіонів              | Васильківська райрада, начальник юридичного відділу                             |
| 13                          | Сімонова Антоніна Миколаївна      | 04.11.2010            | вища               | член Партії регіонів              | Васильківська РДА, заступник начальника управління праці та соціального захисту |
| 14                          | Біла Тетяна Миколаївна            | 04.11.2010            | вища               | член Партії регіонів              | відділ освіти Васильківської райдержадміністрації, методист                     |
| 15                          | Войний Олексій Олексієвич         | 04.11.2010            | вища               | член Партії регіонів              | приватний підприємець                                                           |
| 16                          | Симоненко Ірина Валентинівна      | 04.11.2010            | середня спеціальна | член Партії регіонів              | КППО «Побут», головний бухгалтер                                                |
| 17                          | Павленко Юлія Володимирівна       | 04.11.2010            | вища               | член Партії регіонів              | управління праці, заступник начальника управління                               |
| 18                          | Фалько Людмила Валеріївна         | 04.11.2010            | вища               | член Партії регіонів              | ВСШ № 2, директор                                                               |
| 19                          | Турчак Любов Григорівна           | 04.11.2010            | вища               | член Партії регіонів              | пенсіонер                                                                       |
| 20                          | Івоніна Людмила Вікторівна        | 04.11.2010            | середня            | член Партії регіонів              | ТОВ «Земельне право», оператор                                                  |
| 21                          | Чорна Вікторія Вікторівна         | 04.11.2010            | вища               | член Партії регіонів              | управління праці, головний інспектор                                            |
| 22                          | Плужник Валентина Григорівна      | 04.11.2010            | вища               | член Партії регіонів              | Управління праці Васильківської РДА, начальник відділу управління               |
| 23                          | Рябенко Сергій Степанович         | 04.11.2010            | вища               | член Партії регіонів              | фермерське господарство «Аіст», голова                                          |
| 24                          | Кроль Геннадій Генадійович        | 04.11.2010            | вища               | член Партії регіонів              | тимчасово не працює                                                             |
| 25                          | Любчук Олександр Всеволодович     | 04.11.2010            | вища               | член Партії регіонів              | Васильківська загальноосвітня школа № 3, директор                               |
| 26                          | Плужник Ольга Михайлівна          | 04.11.2010            | вища               | член Партії регіонів              | управління праці Васильківської райдержадміністрації, начальник управління      |
| 27                          | Чорнобривець Василь Іванович      | 04.11.2010            | вища               | член Партії регіонів              | тимчасово не працює                                                             |
| 28                          | Турчак Ігор Іванович              | 04.11.2010            | вища               | член Партії регіонів              | Васильківський відділ соціального страхування, директор                         |
| 32                          | Буц Микола Іванович               | 04.11.2010            | вища               | член Партії регіонів              | Васильківське ТОВ «Садове», юрист                                               |
| 33                          | Глушакова Наталя Анатоліївна      | 04.11.2010            | вища               | член Партії регіонів              | Манвелівська загальноосвітня школа, директор                                    |
| Селянська партія України    |                                   |                       |                    |                                   |                                                                                 |
| 29                          | Демченко Валентина Петрівна       | 04.11.2010            | вища               | член Селянської партії України    | пенсіонер                                                                       |
| 30                          | Півторацький Віктор Станіславович | 04.11.2010            | середня            | член Селянської партії України    | Васильківський побутовий комбінат, телемастер                                   |
| Самовисування               |                                   |                       |                    |                                   |                                                                                 |
| 31                          | Базилевська Валентина Іванівна    | 04.11.2010            | середня            | позапартійна                      | тимчасово не працює                                                             |
| 34                          | Назарук Віра Олексіївна           | 04.11.2010            | вища               | член Партії регіонів              | Манвелівська загальноосвітня школа, вчитель                                     |